# Crest of a Knave
| Recensione       | Giudizio |
| ---------------- | -------- |
| AllMusic         |          |
| Progarchives     |          |
| George Starostin | [ 4 ]    |

(da "Steel Monkey")
(da "Farm on the Freeway")
Crest of a Knave è un album della band progressive rock inglese Jethro Tull, pubblicato nel 1987.

## Il disco
Crest of a Knave è considerato in un certo senso l'album della rinascita del gruppo. In effetti gli anni ottanta avevano segnato una sorta di declino e in seguito a Under Wraps sembrava che la band dovesse sciogliersi. Ma dopo 3 anni dall'uscita del precedente album Ian Anderson riesce a sfornare finalmente un nuovo disco che mette d'accordo tutti i fans, cosa che non succedeva da ormai una decina d'anni circa.
Crest of a Knave non è un album dominato dall'elettronica come lo erano i precedenti. Tornano infatti prepotentemente il flauto traverso e la chitarra elettrica. In seguito all'abbandono di Peter-John Vettese sarà lo stesso Anderson a ricoprire il ruolo di tastierista.
Il risultato fu un successo nel vero senso del termine tanto da restituire fama e lustro alla band. Addirittura il disco vinse il Grammy Award per il miglior prodotto hard rock/heavy metal dell'anno, nel 1989. Questo evento creò una certa confusione dal momento che nessuno considerava (giustamente) i Jethro Tull come un gruppo heavy metal (ma Crest of a Knave è comunque un disco hard rock), tanto che la Chrysalis consigliò alla band di non presentarsi nemmeno alla consegna dei premi dato che gli altri concorrenti in corsa per il premio erano i molto più quotati Metallica, Alice Cooper e AC/DC. In particolare i Metallica, con l'album ...And Justice for All erano più che favoriti.
All'annuncio della vittoria dei Jethro Tull i fans dei Metallica si scatenarono in fischi e urla di disapprovazione tanto da far nascere una sorta di rivalità (anche se il termine è forse eccessivo) fra i sostenitori delle due band, o quantomeno fra i più sfegatati.
In seguito a questo fatto Anderson e soci fecero pubblicare su una rivista musicale britannica la frase: "Il flauto è uno strumento heavy metal!".
Il disco contiene canzoni di ottimo livello, in particolare Budapest, che è la canzone preferita in assoluto dallo stesso Ian Anderson come egli stesso ha dichiarato in un'intervista.

## Tracce
Tutte le canzoni sono state scritte da Ian Anderson.
1. Steel Monkey – 3:40
2. Farm on the Freeway – 6:31
3. Jump Start – 4:55
4. She Said She Was a Dancer – 3:43
5. Dogs in the Midwinter – 4:38
6. Budapest – 10:05
7. Mountain Men – 6:20
8. The Waking Edge – 4:50
9. Raising Steam – 4:06
10. Part of the Machine – 6:55 (bonus track nella ristampa del 2005)

### Steel Monkey
L'espressione Steel Monkey ("scimmia d'acciaio") è usata nello slang inglese per indicare quegli operai il cui compito è costruire quelle strutture di acciaio assemblando pezzi di quel materiale o prefabbricati che costituiranno poi gli scheletri di grossi edifici e grattacieli. Nel testo viene messo in rilievo il lavoro di questi operai e la canzone contiene implicitamente una critica contro l'eccessivo sviluppo di città, aree industriali e rurali, il cui simbolo è la continua nascita di grattacieli.

### Farm on the Freeway
Il concetto dell'avanzare del progresso e della crescita delle infrastrutture in aree urbane e rurali fa da tema anche per la seconda canzone dell'album in cui vengono illustrati certi suoi lati negativi.

### Jump Start
Nella terza canzone dell'album Anderson tocca una tematica comune dell'epoca, tuttora attuale: l'alienazione. Nella moderna società occidentale, dove regna l'individualismo e le comunità locali (dove tutti si conoscono) tendono a disintegrarsi, le persone si sentono sempre più staccate l'una all'altra.

### She Said She Was a Dancer
Dopo tre canzoni in stile hard rock Said She Was a Dancer ha un ritmo più "tranquillo". Il testo riguarda le illusioni che le persone hanno (o si fanno) su se stesse e sugli altri, ma anche sui sentimenti, desideri e sogni. Nella fattispecie viene descritto l'incontro fra due persone provenienti da due zone diverse, separate dalla Cortina di Ferro ("eastern steel - western gold"), mentre ciascuno dei due si fa un'immagine personalizzata sull'altro.

### Dogs in the Midwinter
La canzone, parecchio pessimista nel testo, è una metafora della società degli anni ottanta, con la piaga della depressione economica. Siamo tutti "cani nel mezzo dell'inverno", morenti, sofferenti per il freddo (metafora dell'individualismo, concetto espresso in Jump Start), sempre più avari, quindi pericolosi.
Il significato della canzone può essere ben riassunto nella famosa locuzione latina Homo homini lupus.

### Budapest
Il pezzo più lungo dell'album il cui testo non ha però le stesse pretese dei pezzi precedenti. Canzone molto apprezzata dai fans e dallo stesso autore, spesso riproposta dal vivo. L'ispirazione è venuta ad Anderson in occasione di un tour nella capitale ungherese.

### Mountain Men
Il pezzo si riferisce alla Scozia, terra natale di Ian Anderson. La piper citata più volte nel testo è la cornamusa, strumento tipico scozzese.
La canzone contiene anche un riferimento alle varie guerre combattute dai soldati britannici nel corso della storia e la nostalgia che questi soldati provavano e provano tuttora per la loro terra, concetto già espresso in passato nell'album War Child del 1974.

### The Waking Edge
Il testo narra il processo del risveglio dal sonno, quando usciamo da esso e siamo ancora confusi su cosa sia sogno e cosa sia realtà. In particolare il narratore descrive il sogno della donna amata che per ragioni ignote non è più con lui. Il risveglio non è pertanto piacevole e ogni tentativo di continuare il sogno anche nella vita reale risulta vano.

### Raising Steam
Per il suo immaginario, questo pezzo evoca associazione di idee con quelle canzoni folk on the road, in cui viene espresso il sentimento di sentirsi rinchiusi nel proprio ambiente e la conseguente urgenza di dover fuggire, liberarsi da esso. Il treno è il simbolo di questa fuga (roll those tracks out oppure You got your locomotive sitting on your track).

### Part of the Machine
La canzone era stata esclusa dalla versione originale dell'album per poi essere edita l'anno successivo nella raccolta 20 Years of Jethro Tull e aggiunta in Crest of a Knave nella rimasterizzazione del 2005. Il testo critica la propaganda che precede le elezioni politiche, viene sottolineata la superficialità di molti politici mentre il vero dibattito sulle questioni importanti viene evitato, mentre ciascun candidato preferisce illustrare i propri valori familiari, valori di libertà, progresso e affini. Tutte idee in sé positive ma che vengono istituzionalizzate allo scopo di ottenere qualche voto in più (la machine del titolo).

## Formazione
- Ian Anderson - voce, flauto traverso, chitarra acustica, tastiere
- Martin Barre - chitarra, chitarra acustica
- Dave Pegg - basso
- Gerry Conway e Doane Perry - batteria
- Ric Sanders - violino in Budapest

## Premi e riconoscimenti
Grammy Award
- 1989: "Best Hard Rock/Metal Performance Vocal or Instrumental"